# Privatsekretæren
Privatsekretæren er en dansk stum melodramafilm fra 1911 produceret af Nordisk Films Kompagni og instrueret af August Blom efter manuskript af Louis von Kohl.
Filmen havde premiere den 15. maj 1911 i Panoptikon og blev i tysktalende lande distribueret som Frau Potiphar

## Handling
En fattig ung mand (spillet af den kongelige skuespiller Adam Poulsen) har en hustru, der er syg og afkræftet af brystsyge. Den unge mand finder et arbejde som privatsekretær for en velhavende herre, men det viser sig, at stillingen mere er oprettet til glæde for den rige herres unge hustru, der lægger an på den nyansatte privatsekretær. Han afviser hendes tilnærmelser, og hun beskylder ham for at have forgrebet sig på hende, hvorefter han bliver opsagt. Der bliver sendt et brev hjem til den fattige unge mand, og den svagelige hustru åbner brevet, hvori de usande beskyldningerne mod manden gentages. Den syge hustru blevet oprevet og får et kraftigt hosteanfald, og hun dør herefter i sengen. Den unge mand forstår, at hustruen er dræbt at brevet, og han tager en revolver for at gå til den skændige kvinde, som han træffer i fabrikantens have. Men da han skal skyde hende, kommer hans datter imellem og han indser, at han ikke kan tage livet af et andet menneske. Fabrikanten har dog overhørt optrinnet og forsåtr, hvad der er sket, og han sender den elendige kvinde bort.

## Medvirkende
- Adam Poulsen, John Durban, en fattig ung mand
- Emilie Sannom, Den unge fattige kone, Johns hustru
- William Bewer, En rig fabrikant
- Karen Lund, Den rige fabrikants hustru
- Frederik Jacobsen